# Tren de Praia do Barril

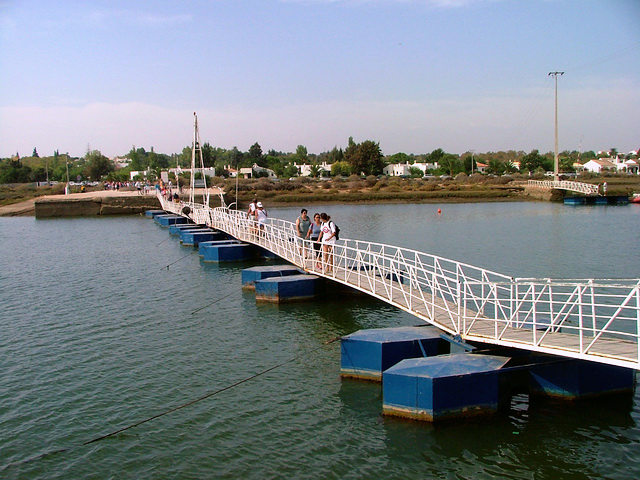
Puente que atraviesa la Ria Formosa; el billete incluye su travesía peatonal.

El Tren de Praia do Barril es un ferrocarril turístico marítimo de ancho de 60 cm (sistema Decauville) que une el muelle frente a Pedras d’el-Rei a la Praia do Barril (en la Isla de Tavira, Portugal) a lo largo de un trayecto de 1 km. Es operado por la administración del alojamiento de Pedras d’el-Rei durante la época de balnearios, en viajes con una duración de ocho minutos y cuyo regreso se hace en marcha atrás.
La línea fue construida con el objetivo inicial de servir la antigua industria de pesca del atún localizada en la Praia do Barril.
No hay plataforma en común con la Línea del Algarve, ferrocarril “normal” que discurre próximo, ya que la línea del Tren de Praia do Barril tiene inicio en la isla y, aunque el trayecto incluye comercialmente la travesía en barca (el mismo billete y coordinación de partidas), el muelle de inicio está lejos (demasiado para desplazarse a pie) desde el apeadero de Piedras d’el-Rei, que fue, de hecho, eliminado.